# Харт (район)
Харт (англ. Hart) — неметрополитенский район (англ. non-metropolitan district) в графстве Гэмпшир (Англия). Административный центр — город Флит.

## География
Район расположен в северо-восточной части графства Гэмпшир, граничит с графствами Суррей и Беркшир.

## История
Район образован 1 апреля 1974 года в результате объединения городского района (англ. urban district) Флит и сельского района (англ. Rural District) Хартли-Уинтни.

## Состав
В состав района входят 4 города:
- Блэкуотер
- Йатли
- Флит
- Хук

и 18 общин (англ. civil parish):
- Блэкуотер-энд-Холи
- Брамсхилл
- Черч-Крукхем
- Крондалл
- Крукхем-Виллидж
- Догмерсфилд
- Элветам-Хит
- Эверсли
- Юшот
- Грейуэлл
- Хартли-Уинтни
- Хекфилд
- Лонг-Саттон
- Мэттингли
- Одихем
- Ротервик
- Саут-Уорнборо
- Уинчфилд